# Hendrik de Regt
Hendrik de Regt (Rotterdam, 5 juli 1950) is een Nederlands componist.
Hij studeerde piano en orgel bij Otto Ketting. Hij is voor wat betreft zijn muzikaal oeuvre gevormd door zijn leraar Piet Ketting van wie hij tussen 1975 en 1984 les kreeg op het gebied van compositieleer en muziektheorie. Hij componeert in een traditioneel, anti-avantgardestijl binnen een combinatie van chromatiek en tonaliteit. Hij schuwt daarbij niet het gebruik van kerktoonsoorten en klassiek contrapunt. Hij gaf daarmee zijn visie binnen de muziekwereld, de verbinding tussen componist en muziek enerzijds en publiek anderzijds leek in zijn ogen verloren te gaan bij al te veel moderniteiten binnen de klassieke hedendaagse muziek.
Bij het samenstellen van de encyclopedie van Robijns/Zijlstra noemde hij zelf als belangrijke werken: Musica per oboe, violoncello, arpa e percussione (opus 4, 1970), 4 pezzi per clarinetto solo (opus 61, 1978), Preludio con fuga per oboe e pianoforte (opus 69, 1980) en 3 Chansons pour baryton et piano (opus 72, 1980/1981, liederen op tekst van Paul Verlaine, Tristan l'Hermite en André Chénier. Zijn Preludio con ciaccona voor althobo en piano stamt uit zijn studieperiode. Een later werk is Souterliedekens, op verzoek van Bart Vermeirsch geschreven voor het project Clemens 500. De vijf stukken zijn gebaseerd op cantus firmi van Clemens non Papa. De nadruk binnen zijn oeuvre ligt op kamermuziek.
Een van zijn werken stond op de lessenaars tijdens een gemeenteconcert 1971 gegeven door (leden van) het Residentie Orkest; zijn werk werd uitgevoerd samen met werken van Klaas de Vries en Peter Schat.